# Peter Hagelstein
Peter L. Hagelstein (* 31. Juli 1954 in Inglewood) ist ein amerikanischer theoretischer Physiker und Elektroingenieur.
Hagelstein studierte am Massachusetts Institute of Technology (MIT), wo er 1976 seinen Master-Abschluss machte und 1981 in Elektrotechnik promovierte. Von 1981 bis 1985 war er am Lawrence Livermore National Laboratory, wo er an der Entwicklung von nuklear gezündeten Röntgenstrahl-Lasern beteiligt war, die für die von Präsident Ronald Reagan damals stark geförderte Strategic Defense Initiative (SDI) zur Raketenabwehr im Weltraum gedacht waren. Dafür erhielt er 1984 den Ernest-Orlando-Lawrence-Preis. 1986 war er wieder am MIT in der Fakultät für Elektrotechnik und Informatik, wo er heute im Research Laboratory of Electronics (RLE) Associate-Professor ist. Er beschäftigt sich heute hauptsächlich mit Mechanismen zur Umwandlung thermischer in elektrische Energie in Halbleitern, wofür er und andere 2001 das Konzept der „thermischen Diode“ vorstellten.
1985 gehörte er zu einer Gruppe, die am Lawrence Livermore Labor erfolgreich stimulierte Emission (Laserbetrieb) im weichen Röntgenbereich demonstrierte. Zusammen mit der Gruppe von Szymon Suckewer in Princeton gelang ihnen damit als Erste die Demonstration von Laserbetrieb im (weichen) Röntgenbereich. Auch an der Entwicklung hin zu table top Röntgenlasern war er beteiligt.
Hagelstein ist auch seit 1989 in der Forschung über kalte Fusion aktiv. Damals reichte er aufgrund einer von ihm entwickelten Theorie der damals von Martin Fleischmann und Stanley Pons behaupteten Beobachtung einer Überschusswärmeproduktion in Palladium-Deuterium-Elektrolysezellen mehrere Patente ein. Obwohl die Ergebnisse von Fleischmann und Pons, die damals viel Aufmerksamkeit erregten, zum Beispiel in einem DOE-Report von 1989 stark bezweifelt wurden, wird auf dem Gebiet weitergeforscht. 2003 organisierte Hagelstein die 10. Konferenz über Kalte Fusion und regte eine neue Auswertung der Forschungsergebnisse durch das DOE an, die 2004 erfolgte, aber in der Mehrheitsmeinung keine wesentlichen Fortschritte gegenüber dem Stand von 1989 feststellte.
Hagelstein befasste sich vor allem theoretisch, aber auch experimentell über Jahrzehnte mit Experimenten vom Fleischmann-Pons-Typ zur Kalten Fusion. Er führte am MIT Demonstrationsexperimente dazu aus und untersuchte verschiedene Aspekte dieser Experimente, in jüngster Zeit vor allem das Problem, wieso die bei Fusionsreaktionen eigentlich erwarteten hochenergetischen Reaktionsprodukte (Neutronen, Gammastrahlung u. a.) – in einer zur Erklärung der beobachteten Überschussenergie ausreichenden Menge – in den Experimenten ausbleiben. Dazu untersuchte er vereinfachte theoretische Modelle (Spin-Boson-Modell) um eine Aufteilung und Abführung der bei einer einzelnen Fusion zweier Deuteriumkerne zu Helium freiwerdenden großen Energiemenge (rund 24 MeV) in zahlreiche kleinere Energiequanten durch Kopplung an das Kristallgitter der Palladiumionen zu modellieren (Übertragung auf Phononen des Gitters). In einem Aufsatz in den Naturwissenschaften 2010 zeigte er, dass experimentell große Einschränkungen existieren für die bisweilen diskutierte Möglichkeit, dass innerhalb der Kathode zunächst die üblichen Kernfusionsreaktionen ablaufen würden mit einem Heliumkern hoher kinetischer Energie als Reaktionsprodukt, der dann aber irgendwie innerhalb der Kathode abgebremst würde, ohne sich durch hochenergetische Sekundärstrahlung nach außen bemerkbar zu machen.